# IWork
iWork designa el paquet ofimàtic llançada per Apple el gener de 2005 sota el nom de iWork'05. Ha estat desenvolupada amb l'objectiu que els usuaris de Macintosh siguin encara més independents de Microsoft Office.
iWork '09 funciona sota el sistema operatiu Mac OS X 10.5 i ulteriors dels ordinadors Macintosh. Funciona igualment sota certes versions de Mac OS X 10.4 (per exemple 10.4.11)
iWork '08 i anteriors funciona sota el sistema operatiu Mac OS X 10.3, 10.4 i 10.5 dels ordinadors Macintosh.
iWork es compon de tres aplicacions, Keynote 5.0, Pages 4.0 i Numbers 2.0.
Keynote 5.0, versió 2009 de Keynote, espera imposar-se com l'estàndard en termes de programari de presentació a Macintosh. Aquesta versió ha estat enriquida de nous efectes i de nous models de documents. Apple també ha creat una aplicació per a iPhone i iPod Touch disponible a l'App Store sota el nom de Keynote Remote, que actua com un comandament a distància.
Pages 4.0 proposa una solució completa de tractament de text, enriquida de funcions d'Autoedició i de les possibilitats d'importació/exportació cap a Microsoft Word. La versió lliurada el 2009 disposa de tres modes: un mode tractament de texts, un mode paginació, i un mode pantalla completa.
Numbers 2.0 és el programari més millorat d'iWork '09, enriquit amb una multitud de funcions. És un full de càlcul que proposa una interfície nova (bastant a prop de Lotus Improv) en el qual els quadres són lliures en un espai de treball que permet incorporar un document. Numbers permet fer importacions/exportacions de/cap a diversos formats: Microsoft Excel, CSV i PDF

## Història i posicionament
- iWork és un paquet ofimàtic senzill, que es defineix com a successora d'Appleworks. iWork ha aparegut el 2005 després ha conegut una versió 06. La versió actual és iWork '09, la principal millora de la qual és Numbers que suposa un gran nombre de noves funcions.
- Aquest programari es posiciona sobre la veta de mercat de Microsoft Works i fins i tot d'Openoffice.
- La interfície del paquet de comunicació ha estat revisada per tal de ser en conformitat amb les tendències donades per iTunes, que seran generalitzades amb l'arribada de Mac OS X Leopard.

### Versions
| Versió d'iWork | Versió de Keynote | Versió de Pages | Versió de Numbers | Data de sortida  |
| -------------- | ----------------- | --------------- | ----------------- | ---------------- |
| iWork '05      | 2.0               | 1.0             | --                | 22 gener de 2005 |
| iWork '06      | 3.0               | 2.0             | --                | 10 gener de 2006 |
| iWork '08      | 4.0               | 3.0             | 1.0               | 7 agost de 2007  |
| iWork '09      | 5.0               | 4.0             | 2.0               | 6 gener de 2009  |

## Avantatges
- Fidel a la tradició d'Apple, iWork es presenta com una solució senzilla i intuïtiva permetent crear fàcilment documents digitals.
- Els models per defecte permeten de crear immediatament el tipus de document que es desitja, i la personalització dels models és molt fàcil.
- Integra les últimes tecnologies de Mac Os X (contràriament al paquet Appleworks), com la roda de colors o Core Image.
- Pages, Keynote i Numbers estan basats en la mateixa interfície, intuïtiva. La presa de contacte és immediata, amb l'habilitat d'Apple en matèria d'ergonomia.
- Pages permet l'exportació cap a formats normalment utilitzats (DOC, PDF, RTF, HTML, txt). Permet igualment la lectura i la importació dels documents Word.[1]
- Keynote és compatible en importació i exportació amb els documents Powerpoint,[1] però el pas d'una presentació Keynote cap al format PPT de PowerPoint és limitada per les funcions més limitades de PowerPoint.
- Keynote permet una exportació de les presentacions en nombrosos formats (vídeo de tots els formats, vídeo Quicktime interactiu, Flash, PowerPoint, PDF, seqüència d'imatges, DVD vídeo, HTML), cosa que permet poder fer les seves presentacions a qualsevol ordinador o aparell.
- Numbers permet una gran agilitat d'incorporació de les dades.
- iWork '09 permet la publicació de document sobre iWork.com, que actualment està integrada a iCloud i és una beta pública gratuïta.

## Inconvenients
Si l'ergonomia del programari sembla satisfer els clients d'Apple, el seu format de dades per contra representa un pas enrere per a un programari d'ofimàtica tan recent; si més no, almenys la crítica que li fa Tim Bray, coinventor del XML
- No té l'avantatge de ser molt estès com els formats de Microsoft Office (permet tanmateix crear i obrir fitxers Microsoft Office);
- No té tampoc el de ser estandarditzat com ho és l'OpenDocument;
- És un format inestable. Ha canviat completament entre Keynote 1.x i Keynotes 2.x. i el paquet iWork'09. Per al futur, Apple precisa: «Futures versions d'aquests productes poden tenir un diferent format que l'escrit aquí. Els desenvolupadors haurien d'entendre que Apple no pot garantir que els formats de fitxers descrits aquí seran tinguts en compte en les futures versions dels programaris d'iWork tal com ho són actualment»;
- Tot i que basat en XML, no és tampoc un format obert. Apple precisa: «Aquest document no descriu l'esquema complet XML tant per Pages 1.x com per Keynote 2.x. L'esquema Xml complet per ambdues aplicacions no està disponible i no serà fet públic. ».[3]
- Incompatible amb l'Open Document i en conseqüència amb Open Ofice.
- No suporta bé les llengües complexes com l'àrab o l'hebreu mentre que el sistema els administra molt bé després de la versió 4 del paquet i de nombroses demandes dels usuaris.